# Rhytiphora truncata
Rhytiphora truncata là một loài bọ cánh cứng trong họ Cerambycidae.